# Mūša

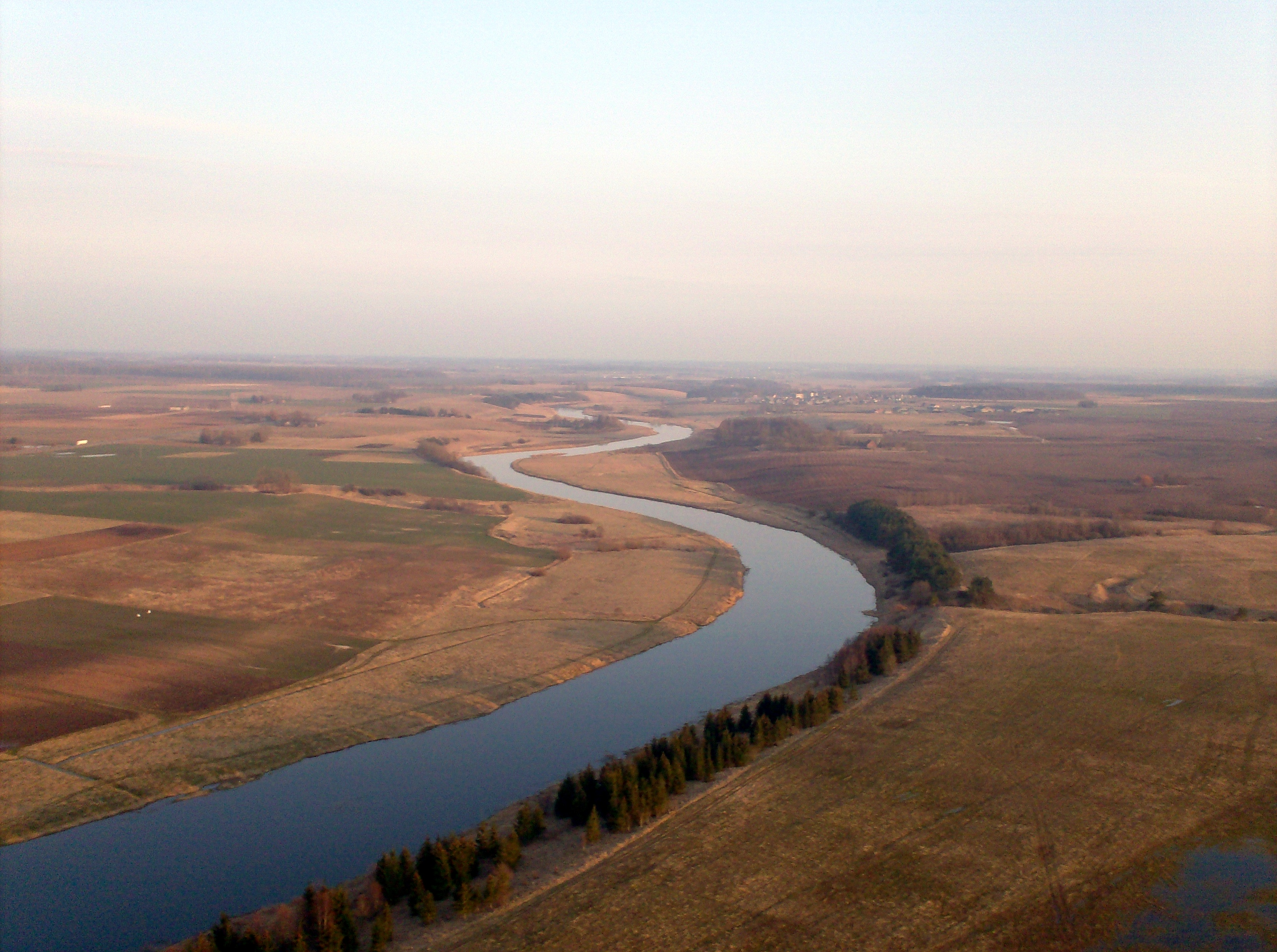
Mūša v okrese Pasvalys

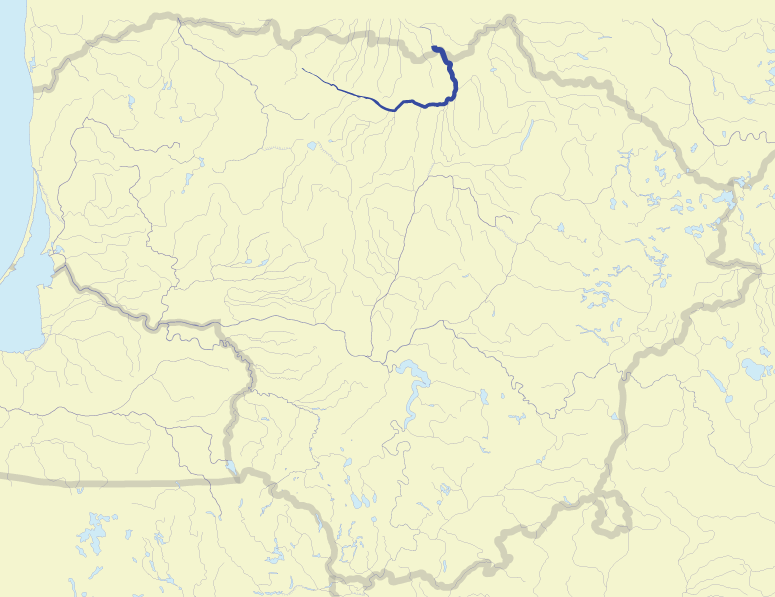
Mapka toku Mūši

Mūša, (lotyšsky Mūsa) je řeka na severu Litvy, v okresech Joniškis, Pakruojis (Šiauliaiský kraj) a Pasvalys (Panevėžyský kraj) a v Lotyšsku. Spolu s Mēmele, se kterým se stéká v Bausce vytváří Lielupe. Patří do úmoří Baltského moře.

## Popis toku
Délka toku na území Litvy je 133 km a v Lotyšsku 26 km. Plocha povodí je 17 600 km², z toho na území Litvy 5 297 km². Pramení na jižním okraji mokřadu Mūšos tyrelio pelkė, 7 km na severovýchod od města Žagarė. U pramene se nachází státem chráněný bludný balvan Tyrelio. Zpočátku teče směrem celkově východoseverovýchodním, po soutoku s řekou Kruoja u obce Petrašiūnai se stáčí k východu a krátce na to po soutoku s řekou Daugyvenė k severovýchodu, po průtoku rybníkem Dvariukų tvenkinys (další rybník na řece je u Švobiškisu) se stáčí k východu, od města Pasvalys (po soutoku s řekou Lėvuo) se stáčí k severu až do soutoku s řekou Mēmele v Bausce v Lotyšsku. Další podrobnosti o dalším toku jsou popsány v článku Lielupe, jak se dále řeka nazývá. Šířka říčního údolí se pohybuje mezi 200–400 m, šířka koryta na horním toku 6–14 m, na středním toku 30–40 m, do Bausky 50–60 m. Hloubka dosahuje 1–2 m, místy až 4 m. Průměrný spád v úseku do Bausky je 0,47 m/km, v úseku od Bausky do ústí jen 0,06 m/km. Rychlost toku 0,1–0,4 m/s.

## Sídla při řece
- Rudiškiai, Mekiai (okres Joniškis), Pamūšis, Petrašiūnai, Pamūšis, Raudonpamūšis (okres Pakruojis), Švobiškis, Narteikiai, Ustukiai, Žilpamūšis, Saločiai, Baltpamūšis (okres Pasvalys), Mūsa, Bauska (okres Bauska), další sledujte v článku Lielupe

## Přítoky
Nejdůležitější levé přítoky jsou: Ramojus, Kamatis, pravé: Noruta, Einautas, Kūra, Vilkvedis, Voverkis, Tautinys, Kulpė, Šiladis, Pala, Kruoja, Daugyvenė, Lašmuo, Plautupis, Mažupė, Lėvuo, Pyvesa, Jiešmuo, Tatula, Čeriaukštė-Ceraukste a Nemunėlis (Mēmele).